# 최진수 (외교관)
최진수(崔鎮洙, 1941년 6월 4일~)는 조선민주주의인민공화국의 외교관이다.

## 경력
일제강점기 조선 황해남도에서 태어난 그는 1969년 부룬디 주재 3등 서기관, 1978년 프랑스 주재 통상대표부 부대표와 코트디부아르, 스위스 대사로 활동했다.
1987년 12월에 외교부 유럽국 국장, 1989년에는 국제부 지도원을 거쳐 2000년에 주재 중국 대사로 임명되었다.